# George Bellas Greenough

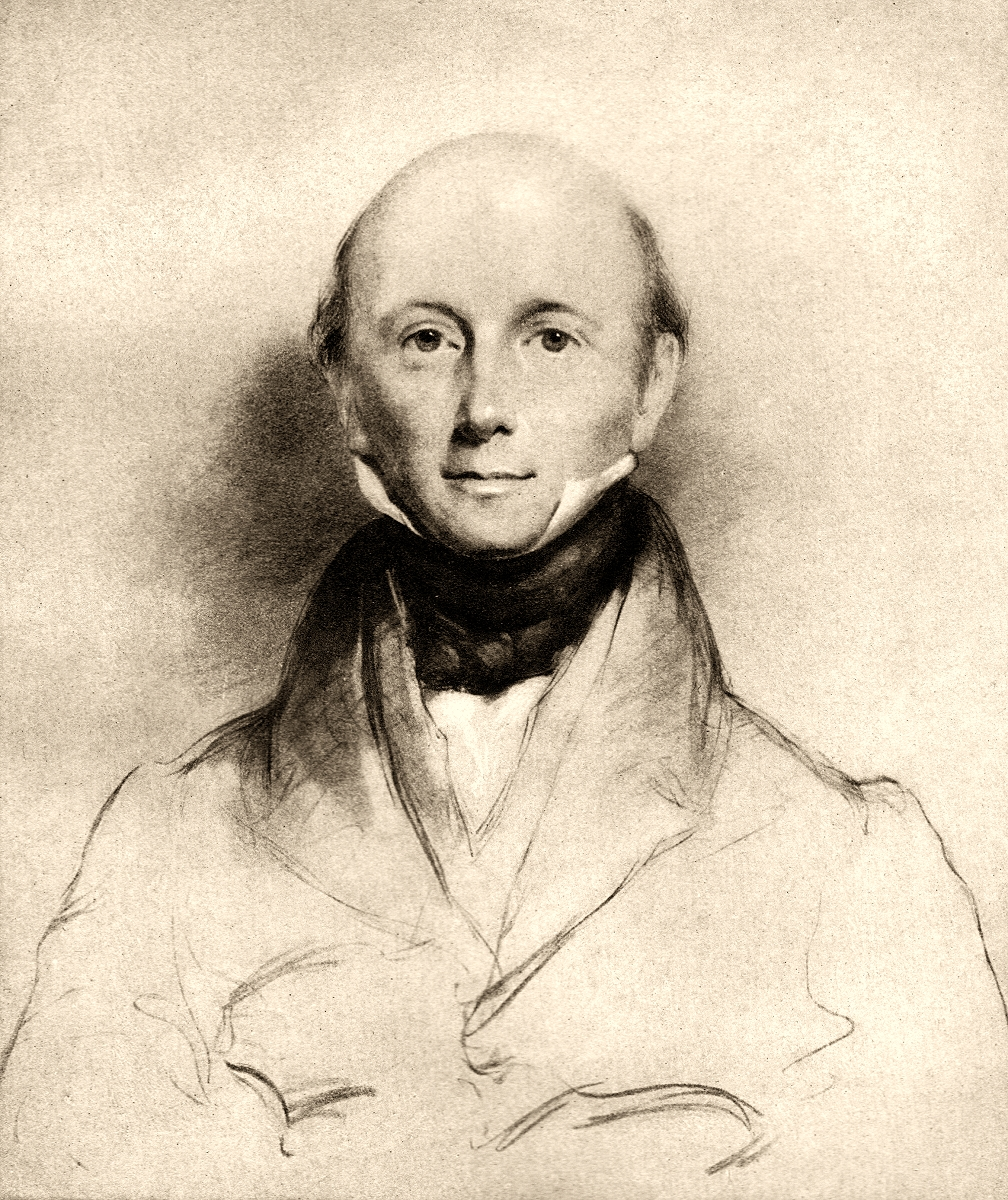
George Bellas Greenough

George Bellas Greenough (* 18. Januar 1778 in London als George Bellas; † 2. April 1855 in Neapel) war ein englischer Geologe.

## Leben
Er war der Sohn eines wohlhabenden Anwalts, der aber sein Vermögen verlor und starb, als Greenough sechs Jahre alt war. Seine Mutter starb bald darauf und er wurde von seinem Großvater mütterlicherseits adoptiert, der in London eine bekannte Apotheke hatte. Er ging ein Jahr in Eton zur Schule und danach in Kensington. Ab 1795 studierte er drei Jahre Jura an der Universität Oxford (Pembroke College), aber ohne einen Abschluss zu machen. 1798 wechselte er an die Georg-August-Universität Göttingen, wo er zunächst ebenfalls Jura studierte und durch Vorlesungen von Johann Friedrich Blumenbach für die Naturgeschichte begeistert wurde, insbesondere für Geologie und Mineralogie. Zu diesem Zweck unternahm er auch 1799 zwei Harz-Reisen. Er studierte auch Mineralogie an der Bergakademie Freiberg bei Abraham Gottlob Werner. In Göttingen befreundete er sich mit Samuel Coleridge und Clement Carlyon. 1801 kehrte er nach England zurück, besuchte Vorlesungen von Humphry Davy an der Royal Institution und unternahm geologische Feldforschung bei Reisen in England und Frankreich. Da er finanziell unabhängig war, konnte er sich wissenschaftlichen Forschungen widmen. 1805 reiste er mit James Skene nach Schottland und 1806 mit Humphry Davy nach Irland, wo er sich auch für soziale Fragen zu interessieren begann.
1807 bis 1812 war er Mitglied des Unterhauses für den Wahlkreis Gatton. 1807 wurde er in die Royal Society aufgenommen.
Er war 1807 einer der Gründer der Geological Society of London, deren Vorsitzender und ab 1811 erster Präsident er war.
1819 veröffentlichte er seine berühmte Geologische Karte von England und Wales, die 1839 in zweiter und 1865 in dritter Auflage erschien. Sie war das Resultat langjähriger Arbeit der Geological Society, deren Kartenkommission Greenough seit 1809 vorstand, und baute auf der 1815 erschienenen Geologischen Karte von William Smith auf. Greenough selbst war jedoch gegenüber der Verwendung von Fossilien in der Stratigraphie durch Smith skeptisch.
Ab den 1840er Jahren begann er an geologischen Karten für Indien zu arbeiten. 1852 wurden Hydrogeologische Karten von Hindustan veröffentlicht und 1854 eine geologische Karte Indiens.
Greenough war nicht nur an der Gründung der Geological Society maßgeblich beteiligt, sondern auch an der der British Association for the Advancement of Science 1831 und 1830 der Royal Geographical Society, deren Präsident er 1839 bis 1841 war.
Er reiste regelmäßig durch Europa auf geologischen Exkursionen und starb in Neapel an Wassersucht auf einer Reise, die ihn über Italien weiter in den Osten bringen sollte.
Er war seit 1822 Mitglied der Leopoldina.
Sein Nachlass ist im University College London. Der Greenough River in Westaustralien ist nach ihm benannt. Ihm zu Ehren wurde die Pflanzengattung Greenovia benannt.

## Schriften
- A critical examination of the first principles of geology. 1819 (digitalisat)